# Gomphomastax longicuspidatus
Gomphomastax longicuspidatus är en insektsart som beskrevs av Mahmood, K. och Yousuf 1998. Gomphomastax longicuspidatus ingår i släktet Gomphomastax och familjen Eumastacidae. Inga underarter finns listade i Catalogue of Life.